# Rio da Caixa
Rio da Caixa är ett periodiskt vattendrag i Brasilien.   Det ligger i delstaten Bahia, i den östra delen av landet, 700 km nordost om huvudstaden Brasília.
Omgivningarna runt Rio da Caixa är huvudsakligen savann. Runt Rio da Caixa är det glesbefolkat, med 20 invånare per kvadratkilometer.